# Сакаи (Фукуи)
Сакаи (яп. 坂井市 Сакаи-си) — город в Японии, находящийся в префектуре Фукуи. Площадь города составляет 209,91 км², население — 90 977 человек (1 июля 2014), плотность населения — 433,41 чел./км².

## Географическое положение
Город расположен на острове Хонсю в префектуре Фукуи региона Тюбу. С ним граничат города Авара, Кага, Кацуяма, Фукуи и посёлок Эйхейдзи.
Близ города находится охраняемый памятник природы — скалы Тодзимбо.

## Население
Население города составляет 90 977 человек (1 июля 2014), а плотность — 433,41 чел./км². Изменение численности населения с 1980 по 2005 годы:
| 1980 | 75 983 чел. |  |
| 1985 | 80 707 чел. |  |
| 1990 | 83 372 чел. |  |
| 1995 | 86 870 чел. |  |
| 2000 | 91 173 чел. |  |
| 2005 | 92 318 чел. |  |

## Символика
Деревом города считается сакура, цветком — лилия, птицей — сизая чайка.